# Probezzia williamsi
Probezzia williamsi är en tvåvingeart som beskrevs av Wirth 1971. Probezzia williamsi ingår i släktet Probezzia och familjen svidknott. Inga underarter finns listade i Catalogue of Life.